# Passiflora sandrae
Passiflora sandrae là một loài thực vật có hoa trong họ Lạc tiên. Loài này được J.M. MacDougal mô tả khoa học đầu tiên năm 2006.